# 국도 제481호선 (일본)

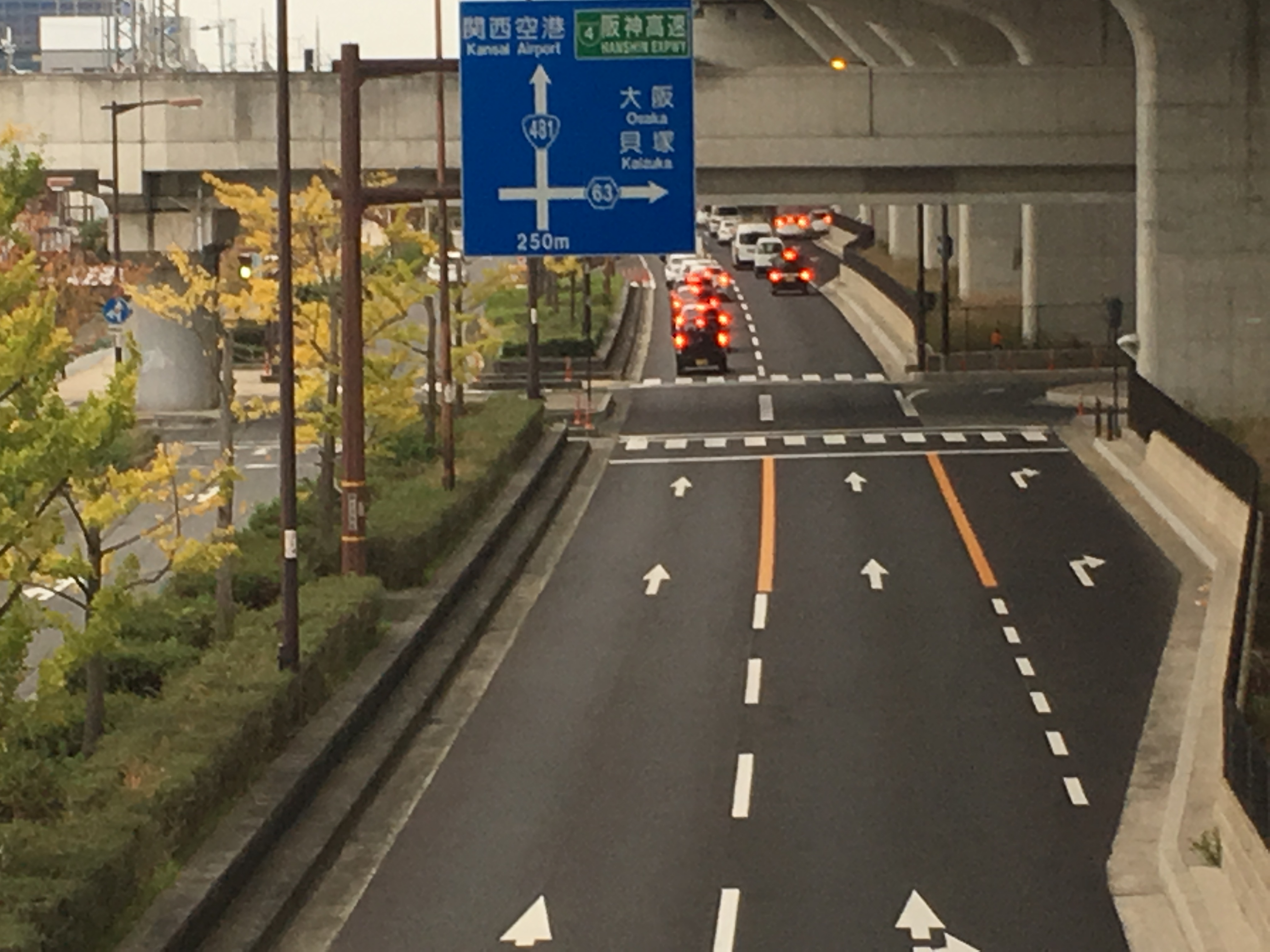
오사카부 이즈미사노시 다카마쓰니시1정목 인근. 직선 상의 고가도로는 간사이 공항 자동차도이며, 좌우로 교차하게 되는 고가도로는 난카이 전기철도의 난카이 본선으로 이루어진다.

국도 제481호선(일본어: 国道481号)은 오사카부 이즈미사노시 일대를 관통하는 일반 국도이다. 그러나 이 도로가 간사이 국제공항에서 한와 자동차도 등을 이어주게 되는 총 연장 10.4km의 일반 국도이다. 그래서 이 도로가 일종의 미나토 국도이기도 하다. 더불어 도로의 성격을 보면 전 구간에 걸쳐 간사이 공항 자동차도를 별도로 병기 처리된 노선이다. 또한 일반 도로부의 경우 간사이 국제공항이라는 공항섬이나 해상 주위에는 아예 존재하지 않는다.

## 실제 연장 및 지정 구간
- 오사카부 이즈미사노시의 센슈쿠코키타 1-2번지에서 같은 지역의 다카마쓰미나미 2초메 6553-1번지 사이 구간만 지정된 구간으로 설정되어 있다.
- 실제 연장은 10.7 km로 총 연장보다 300m가 더 긴 편이다.

## 지리
- 통과하는 지자체 : 오사카부 이즈미사노시가 유일하다.
- 접촉 가능한 도로 : 간사이 공항 자동차도, 국도 제26호선, 오사카부도 29, 63, 26, 64, 30, 248호선, 한와 자동차도 등이 있다. 다만, 간사이 공항 자동차도에서는 가미노고 나들목을 교차한다.